# یوگالی
یوگالی (به انگلیسی: Yoogali) یک حومه شهر در استرالیا است که در نیو ساوت ولز واقع شده‌است.